# California's Great America

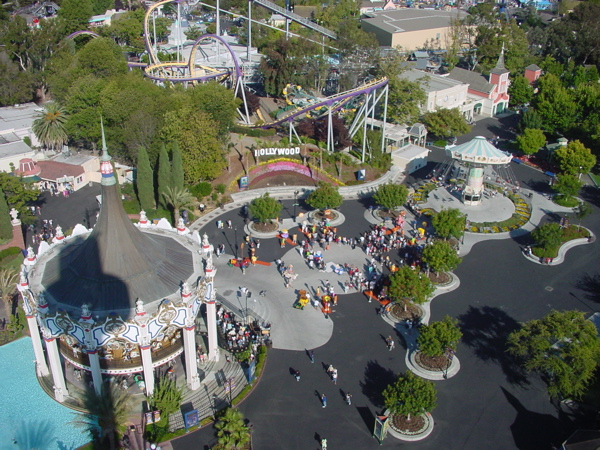
Enkele attracties in California's Great America

California's Great America is een attractiepark in de Amerikaanse stad Santa Clara (Californië). Het pretpark is in het bezit van en wordt uitgebaat door de firma Cedar Fair Entertainment Company uit Ohio.
California's Great America is een van de vier grote attractieparken in de San Francisco Bay Area; de anderen zijn Six Flags Discovery Kingdom in Vallejo, de Santa Cruz Beach Boardwalk in Santa Cruz en Gilroy Gardens in Gilroy. Het is het enige attractiepark in Noord-Californië met een waterpark erin.

## Geschiedenis
Het pretpark opende in 1976 onder de naam Marriott's Great America. De eigenaars, de Marriott-hotelketen, openden tegelijkertijd een zusterpark in Illinois, dat sinds 1985 Six Flags Great America heet. Ook in 1985 kwam het Californische park na een juridische strijd in handen van de stad Santa Clara. In 1987 werd Kings Entertainment Company de nieuwe eigenaar. Dat bedrijf verkocht Great America in 1993 aan het moederbedrijf van Paramount Pictures, waardoor het pretpark verderging onder de naam Paramount's Great America. Een jaar later, in 1994, diende het pretpark als decor voor de film Beverly Hills Cop III, die tevens geproduceerd werd door Paramount Pictures.
In 2004 opende het pretpark een waterpark, welke nu de naam South Bay Shores draagt. In 2021 kreeg dit waterpark een grote uitbreiding.
In 2006 kochten de huidige eigenaars het over van CBS Corporation, nadat Viacom - dat Paramount bezat - met CBS brak. In oktober 2007 herdoopte Cedar Fair Entertainment Company het park California's Great America. In april 2012 is men begonnen met de bouw van een nieuw stadion naast het pretpark voor het American footballteam San Francisco 49ers. Sinds de opening hiervan in 2014 delen het pretpark en het stadion de parking met elkaar.
In juni 2018 opende het park de tweede door een fabrikant gebouwde single rail-achtbaan ter wereld (RMC), nadat Six Flags Fiesta Texas een maand eerder de primeur had.